# Márki Zoltán
Márki Zoltán (Temesvár, 1928. május 22. – Debrecen, 2002. november eleje) magyar költő, újságíró, szerkesztő. Márki Alpár bátyja.

## Életútja
Középiskolát a nagyenyedi Bethlen Gábor Kollégiumban végzett (1947), a Bolyai Tudományegyetem filológiai karán magyar-francia szakos tanári diplomát szerzett (1951). Szerkesztői pályára lépett: az Igazság (1948), Utunk (1948-60), Igaz Szó (1960-62) belső munkatársa, a vers-rovat szerkesztője, majd a marosvásárhelyi Pedagógiai Főiskola lektora (1962-66). Újra az Utunknál dolgozik (1966-71), A Hét főszerkesztő-helyettese (1973-75), az Állami Magyar Opera igazgatója Kolozsvárt (1978-81), az Előre szerkesztője nyugalomba vonulásáig (1981-88). Jellemzésére írta Szász János: "...sok mindennel próbálkozott, illetve sok mindennel próbára tette őt az idő: volt gyalogos, majd sarzsis szerkesztő, főiskolai tanár, operaigazgató, de hűséges mindig a költészethez marad".

## Munkássága
Már középiskolás korában jelentkezett első írásaival a Gaudeamus diáklapban és a temesvári Szabad Szóban (1946), majd egyetemi hallgatóként az Utunkban (1948). Az Ötven vers (1950) c. gyűjteményes kötetben Bárdos B. Artúr, Hajdu Zoltán, Majtényi Erik és Szász János társaságában szerepel. Ebben az együttesben még a proletkult jegyei mutatkoznak, de a Kántor-Láng-féle irodalomtörténet kiemeli, hogy a továbbiakban "a mélység nélkülien egyszerű agitatív költeményektől előbb a szép szavak mámora révén, képeinek barokkos túlzsúfolásával távolodott el, illetve nagyobb, igényesebb kompozíciókkal próbálkozott..." Költészetéről így ír Szőcs István: "...örökké viaskodik a mulandósággal, a romlékonysággal, és a világon minden dolgok közül a tiszta, szép hangulatok épségét félti." A kritikus észreveszi, hogy városias alkata ellenére verseiben bukolikus hangokat is megüt egy idilli természetimádat nosztalgikus húrjain.

## Kötetei
- Hűség (versek, 1954)
- A tengerész és a halál (versek, 1960)
- A dobrudzsai dervis (versek, 1963)
- A tavasz nem hasonlít semmihez (regény, 1965)
- Napszakok éhsége (versek, 1969)
- A láthatatlan kesztyű (versek, Kolozsvár, 1970)
- A megsebzett harangjáték (ötven vers, 1972)
- Minden egyszerre kezdődött (versek és átmenetek, 1976)
- A kertben szerda van (versek, 1981)